# Wilhelm Dorel
Wilhelm Dorel (frz. Guillaume Dorel; † 1174) war Herr von Batrun in der Grafschaft Tripolis. Als solcher wird er auch Wilhelm I. von Batrun genannt.
Mitte des 12. Jahrhunderts folgte er dem provencalischen Ritter Raimund von Agoult (Raymond d’Agot) als Herr von Batrun. Die Quellen geben keine klare Auskunft darüber in welchem verwandtschaftlichen Verhältnis er zu Raimund stand, vermutlich war er sein Schwiegersohn oder Sohn.
Wilhelm heiratete Stephanie von Milly, die Tochter von Heinrich von Milly, dem Herrn oder Kastellan von Arabia Petra. Mit ihr hatte er eine Tochter, Cäcilia Dorel.
Als er 1174 starb, kümmerte sich sein Lehnsherr, Graf Raimund III. von Tripolis, persönlich um die baldige Verheiratung Cäcilias. Raimund III. hatte bereits seinem langjährigen Gefolgsmann, dem flämischen Ritter Gérard de Ridefort, die Ehe mit Cäcilia und Belehnung mit Batrun versprochen. Ein pisanischer Kaufmann namens Plebanus bewog den Grafen aber durch Zahlung von 10.000 Byzantiner ihn dem adligen Ritter gegenüber zu bevorzugen. So wurde Cäcilia 1174 mit Plebanus verheiratet und Plebanus aus deren Erbrecht mit der Herrschaft Batrun belehnt. Gérard de Ridefort blieb daraufhin unverheiratet und trat dem Templerorden bei, wo er 1184 zum Großmeister aufstieg.
Seine Frau Stephanie heiratete nach seinem Tod Hugo III. Embriaco, den Herrn des benachbarten Gibelet.